# Juan Cinnamo
Juan Cinnamo (Griego: Ἰωάννης Κίνναμος, Ioannes Kinnamos; 1143 - 1185) fue un historiador bizantino, secretario (grammatikos) del emperador Manuel I Comneno (1143-1180), al cual acompañó en sus campañas militares en Europa y Asia Menor. Aparentemente Cinnamo sobrevivió a Andrónico I Comneno, fallecido en 1185. 
Juan Cinnamo, miembro de una importante familia aristocrática, fue el autor de una historia que abarca el período 1118-1176 y los reinados de Juan II y Manuel I, continuando la Alexiada de Nicéforo Brienio y Ana Comneno. La obra, en seis libros, es fundamental para el conocimiento del período y fue escrita poco después de la muerte de Manuel; sólo nos es conocida por un manuscrito del siglo XIII mutilado en su parte final (así como por copias de los siglos XVI y XVII), que parece constituir una versión abreviada. Junto con la citada obra de Nicéforo Brienio, continuada por su esposa Ana Comneno, forma una historia completa del siglo de las Cruzadas.
Cinnamo se distingue por su sencillez, precisa concisión y hornadez profesional. Sin embargo, al ser un cronista de Corte, la obra tiene el innegable defecto de presentar a Manuel Comneno como a un héroe. 

## Obras
- Ἐπιτομὴ τῶν κατορθωμάτων τῷ μακαρίτῃ βασιλεῖ καὶ πορφυρογεννήτῳ κυρίῳ Ἰωάννῃ τῷ Κομνηνῷ, καὶ ἀφήγησις τῶν πραχθέντων τῷ ἀοιδίμᾳ υἱῷ αὐτοῦ τῷ βασιλεῖ καὶ πορφυρογεννήτῳ κυρίῳ Μανουὴλ τῷ Κομνηνῷ ποιηθεῖσα Ἰωάννῃ βασιλικῷ γραμματικῷ Κιννάμῳ, o "Sumario de los éxitos del gran emperador y señor porfirogénito Juan Comneno y narración de los logros de su celebrado hijo y señor porfirogénito Manual Comneno, hecha por Juan Cinnamo, su secretario imperial" (ed. A. Meineke, Corpus Scriptorum Historiae Byzantinae, Bonn, 1836).